# Thomas Barlow Walker
Thomas Barlow Walker (Xenia, Ohio, 1 de febrer de 1840 - 28 de juliol de 1928) va ser un empresari nord-americà de gran èxit comerciava amb fusta entre Minnesota i Califòrnia i que es va convertir en un col·leccionista d'art. Walker va fundar la Biblioteca Pública de Minneapolis. Va ser un dels deu homes més rics del món el 1923. Va construir dues colònies industrials, una de les quals el seu fill va vendre per formar el que avui es coneix com a Sunkist. També fou el fundador i homònim del Walker Art Center.